# Monte Chiampon
Il monte Chiampon o Cjampon è una montagna delle Prealpi Giulie, alta  1.709 m s.l.m., posta nel territorio comunale di Gemona del Friuli, la vetta più elevata della dorsale montuosa che chiude a sud la val Venzonassa estendendosi dalla sella di Sant'Agnese alla valle del Torre.